# Braniewo (stacja kolejowa)
Braniewo – stacja kolejowa w Braniewie, w województwie warmińsko-mazurskim, w Polsce.

## Ruch pasażerski
| Rok  | Wymiana pasażerska na dobę |
| ---- | -------------------------- |
| 2017 | 10-19                      |
| 2022 | 0-9                        |

## Dane dodatkowe
- Zadaszenie peronów: wiata nad peronem (tylko peron 3)
- Semafory świetlne

## Kolejowe przejście graniczne
Stacja Braniewo jest także kolejowym przejściem granicznym (Braniewo-Mamonowo).
Rozwój przeżywa ruch towarowy, zwłaszcza rozwijają się terminale przeładunkowe zajmujące się importem węgla i gazu z obwodu królewieckiego. Wzrost importu węgla był tu powodem przyjazdu górników ze Śląska i blokady torów 24 września 2014 roku.